# تامارا سالازار
تامارا سالازار (انگلیسی: Tamara Salazar؛ زادهٔ ۹ اوت ۱۹۹۷) وزنه‌بردار اهل اکوادور است.
او در مسابقات کشوری و بین‌المللی در مجموع برندهٔ ۳ مدال برنز شده‌است.